# 히가시나다구
히가시나다구(일본어: 東灘区)는 일본 효고현 고베시의 가장 동단에 있는 구이다. 서쪽은 나다구, 동쪽은 아시야시, 북쪽은 기타구와 접한다.

## 지리
고베시 동부에 위치하고 남쪽은 오사카만과 접한다. 앞바다에는 롯코 아일랜드가 있다.

## 역사
1950년 4월 1일에 고베시에 편입되어 히가시나다구가 되었다.

## 교통

### 철도
- 서일본 여객철도 도카이도 본선 (JR 고베선)
- 한큐 전철 고베 본선
- 한신 전기 철도 본선
- 고베 신교통 롯코 아일랜드선

### 도로
- 한신 고속도로
- 국도 제2호선
- 국도 제43호선
- 국도 제171호선 (일본)(일본어판)